# Liste des unités urbaines de la Nouvelle-Aquitaine
Liste des unités  urbaines de la Nouvelle-Aquitaine 

## Liste des unités urbaines de plus de10 000 habitantsen Nouvelle-Aquitaine
La population légale en vigueur au 1er janvier 2024 est celle des recensements de population au 1er janvier 2021.
|    | Unité urbaine               | Population (2021) | Nombre de communes | Aire d'attraction de rattachement | Département          |
| -- | --------------------------- | ----------------- | ------------------ | --------------------------------- | -------------------- |
| 1  | Bordeaux                    | 1 008 509         | 73                 | Bordeaux                          | Gironde              |
| 2  | Bayonne (partie française)  | 263 704           | 30                 | Bayonne (partie française)        | Pyrénées-Atlantiques |
| 3  | Pau                         | 204 037           | 55                 | Pau                               | Pyrénées-Atlantiques |
| 4  | Limoges                     | 185 703           | 10                 | Limoges                           | Haute-Vienne         |
| 5  | La Rochelle                 | 138 236           | 11                 | La Rochelle                       | Charente-Maritime    |
| 6  | Poitiers                    | 134 397           | 8                  | Poitiers                          | Vienne               |
| 7  | Angoulême                   | 109 558           | 18                 | Angoulême                         | Charente             |
| 8  | Agen                        | 80 711            | 16                 | Agen                              | Lot-et-Garonne       |
| 9  | Brive-la-Gaillarde          | 76 144            | 12                 | Brive-la-Gaillarde                | Corrèze              |
| 10 | Niort                       | 73 665            | 4                  | Niort                             | Deux-Sèvres          |
| 11 | La Teste-de-Buch - Arcachon | 69 218            | 4                  | Arcachon - La Teste-de-Buch       | Gironde              |
| 12 | Périgueux                   | 65 333            | 7                  | Périgueux                         | Dordogne             |
| 13 | Bergerac                    | 64 204            | 22                 | Bergerac                          | Dordogne             |
| 14 | Dax                         | 52 496            | 13                 | Dax                               | Landes               |
| 15 | Villeneuve-sur-Lot          | 48 432            | 13                 | Villeneuve-sur-Lot                | Lot-et-Garonne       |
| 16 | Mont-de-Marsan              | 40 545            | 2                  | Mont-de-Marsan                    | Landes               |
| 17 | Royan                       | 40 122            | 7                  | Royan                             | Charente-Maritime    |
| 18 | Châtellerault               | 40 087            | 4                  | Châtellerault                     | Vienne               |
| 19 | Rochefort                   | 38 009            | 5                  | Rochefort                         | Charente-Maritime    |
| 20 | Libourne                    | 36 631            | 10                 | Libourne                          | Gironde              |
| 21 | Saintes                     | 30 064            | 4                  | Saintes                           | Charente-Maritime    |
| 22 | Marmande                    | 28 329            | 11                 | Marmande                          | Lot-et-Garonne       |
| 23 | Cognac                      | 26 238            | 6                  | Cognac                            | Charente             |
| 24 | Tulle                       | 21 099            | 6                  | Tulle                             | Corrèze              |
| 25 | Biganos                     | 20 466            | 2                  | Bordeaux                          | Gironde              |
| 26 | Bressuire                   | 19 906            | 1                  | Bressuire                         | Deux-Sèvres          |
| 27 | Andernos-les-Bains          | 19 748            | 2                  | Bordeaux                          | Gironde              |
| 28 | Parthenay                   | 17 833            | 5                  | Parthenay                         | Deux-Sèvres          |
| 29 | Thouars                     | 17 157            | 4                  | Thouars                           | Deux-Sèvres          |
| 30 | Saint-Vincent-de-Tyrosse    | 16 995            | 4                  | Saint-Vincent-de-Tyrosse          | Landes               |
| 31 | Oloron-Sainte-Marie         | 16 743            | 9                  | Oloron-Sainte-Marie               | Pyrénées-Atlantiques |
| 32 | Biscarrosse                 | 14 551            | 1                  | Biscarrosse                       | Landes               |
| 33 | Guéret                      | 13 901            | 2                  | Guéret                            | Creuse               |
| 34 | Langon                      | 13 863            | 6                  | Bordeaux                          | Gironde              |
| 35 | Mourenx                     | 13 652            | 9                  | Mourenx                           | Pyrénées-Atlantiques |
| 36 | Orthez                      | 12 928            | 5                  | Orthez                            | Pyrénées-Atlantiques |
| 37 | Fumel                       | 12 859            | 7                  | Fumel                             | Lot-et-Garonne       |
| 38 | Capbreton                   | 12 705            | 2                  | Capbreton                         | Landes               |
| 39 | La Tremblade                | 12 560            | 4                  | La Tremblade                      | Charente-Maritime    |
| 40 | Coutras                     | 12 462            | 3                  | Libourne                          | Gironde              |
| 41 | Montpon-Ménestérol          | 12 040            | 7                  | Montpon-Ménestérol                | Dordogne             |
| 42 | Blaye                       | 11 708            | 9                  | Blaye                             | Gironde              |
| 43 | Nérac                       | 11 640            | 4                  | Nérac                             | Lot-et-Garonne       |
| 44 | Saint-Maixent-l'École       | 11 594            | 4                  | Saint-Maixent-l'École             | Deux-Sèvres          |
| 45 | Mios                        | 11 469            | 1                  | Bordeaux                          | Gironde              |
| 46 | Saint-Junien                | 11 387            | 1                  | Limoges                           | Haute-Vienne         |
| 47 | Cézac                       | 11 221            | 6                  | Bordeaux                          | Gironde              |
| 48 | Tonneins                    | 10 196            | 2                  | Tonneins                          | Lot-et-Garonne       |